# Sister Bay, Wisconsin
Sister Bay là một làng thuộc quận Door, tiểu bang Wisconsin, Hoa Kỳ. Năm 2006, dân số của làng này là 886 người.